# إلزه هاغن
إلزه هاغن (بالنرويجية البوكمول: Else Hagen)‏ هي مصصمة جرافك ورسامة نرويجية، ولدت في 21 سبتمبر 1914، وتوفيت في 17 أغسطس 2010.